# Böhmische Fußballnationalmannschaft
Die böhmische Fußballnationalmannschaft war eine Nationalmannschaft Böhmens. Sie bestritt zwischen 1906 und 1908 insgesamt sechs Länderspiele.
Böhmen gehörte politisch zu Österreich-Ungarn und der Vielvölkerstaat sah seine Existenz durch die nationalen Bewegungen auch im Sport bedroht. Daher setzte der Österreichische Verband 1908 den FIFA-Ausschluss des 1901 gegründeten Böhmischen Fußballverbandes durch.

## Geschichte
Am 19. Oktober 1901 wurde in Prag der Böhmische Fußballverband gegründet. Die Aufnahme in die FIFA erfolgte am 2. Juni 1906, allerdings nur provisorisch und unter Protest Österreich-Ungarns, die endgültige Aufnahme als Vollmitglied wurde erst am 20. Mai 1907 auf einem Kongress in Amsterdam vollzogen. Auf Druck Österreich-Ungarns wurde Böhmen zum 30. Juni 1908 wieder ausgeschlossen.
Ihr erstes offizielles Länderspiel bestritt die Böhmische Nationalelf am 1. April 1906 im Millenáris Sporttelep in Budapest. Dabei trennte sie sich von der ungarischen Auswahl 1:1 unentschieden. Auch in allen weiteren Ländervergleichen bis auf den letzten hieß der Gegner Ungarn, dabei gelang Böhmen am 6. Oktober 1907 im Slavia-Stadion im Prager Stadtteil Letná mit 5:3 (nach 2:3-Rückstand zur Halbzeit) der einzige Sieg.
Am 13. Juni 1908 bestritt die Böhmische Nationalmannschaft ihr letztes Spiel. Das Aufeinandertreffen gegen die damals übermächtige Englische Auswahl ging im Slavia-Stadion mit 0:4 verloren.
An den Olympischen Sommerspielen 1908 in London, bei denen Fußball erstmals als reguläre Disziplin ausgetragen wurde, durfte Böhmen – neben Ungarn – nicht mehr teilnehmen. Daher zogen die Niederlande und Frankreich kampflos ins Halbfinale des Fußballturniers ein.
Die Spieler der Böhmischen Nationalmannschaft kamen ohne Ausnahme von Prager Vereinen, zumeist von Slavia Prag. Im Spiel gegen England liefen sogar nur Spieler von Slavia auf.

## Spiele der böhmischen Nationalmannschaft
| Datum           | Spielort                         | Gegner  | Ergebnis | Art des Spiels     |
| --------------- | -------------------------------- | ------- | -------- | ------------------ |
| 1. April 1906   | Budapest (Millenáris Sporttelep) | Ungarn  | 1:1      | Freundschaftsspiel |
| 7. Oktober 1906 | Prag (Stadion Slavie na Letné)   | Ungarn  | 4:4      | Freundschaftsspiel |
| 7. April 1907   | Budapest (Millenáris Sporttelep) | Ungarn  | 2:5      | Freundschaftsspiel |
| 6. Oktober 1907 | Prag (Stadion Slavie na Letné)   | Ungarn  | 5:3      | Freundschaftsspiel |
| 5. April 1908   | Budapest (Millenáris Sporttelep) | Ungarn  | 2:5      | Freundschaftsspiel |
| 13. Juni 1908   | Prag (Stadion Slavie na Letné)   | England | 0:4      | Freundschaftsspiel |